# محاكي الودي

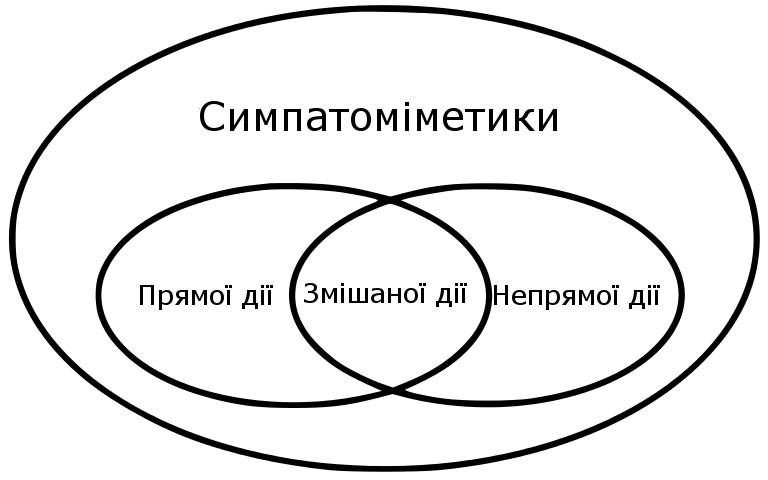

المحاكيات الودية أو المقلدات الودية (بالإنجليزية: Sympathomimtics)‏ بشكل عام والشادات الأدرينالية (بالإنجليزية: adrenergic agonist)‏ كمجموعة رئيسية منها هي مجموعة من الأدوية العلاجية التي تحاكي تأثير الأدرينالين والنورأدرينالين منتجا تأثيرا يماثل تنبيه الأعصاب الودية على الأعضاء.
يتم تقسيم منبهات الودي إلى كاتيكول أمينات ومركبات غير الكاتيكول أمينات. كما يمكن تقسيم منبهات الودي حسب تأثيرها النوعي على أنواع المستقبلات الأدرينالية إلى : منبهات الودي ألفا (تؤثر بشكل أكبر على المستقبل الأدرينالي ألفا)، منبهات الودي بيتا (تؤثر بشكل أكبر على مستقبلات اللأدرينالية بيتا).
يمكن تقسيم هذه المجموعة الدوائية :
- مقلدات ودية ذات تأثير مباشر : تؤثر مباشرة في المستقبلات الأدرينالية.
- مقلدات ودية ذات تأثير غير مباشر، تعمل على تحرير الكاتيكول أمين (أدرينالين ونور أدرينالين) المختزن أساسا في المشابك العصبية.

## المستقبلات الأدرينالية
يمكن التمييز بين نوعين أساسيين للمستقبلات الأدرينالية هما : ألفا وبيتا (توجد تقسيمات إضافية لهذه الأنواع بناء على الأبحاث البروتينية الحديثة)
كما يمكن تقسيم المستقبلات بيتا إلى مستقبلات بيتا1 ومستقبلات بيتا2
النور أدرينالين له تأثير انتقائي على بيتا1 (أي يؤثر بكميات ضئيلة)، في حين الألبيوتيرول له تاثير انتقائي على بيتا2.
الأدرينالين والأيزوبروتيرينول لهما تأثير متساو على بيتا1 وبيتا2.
تنقسم بالمقابل مستقبلات ألفا إلى مستقبلات ألفا1 ومستقبلات ألفا2 وألفا2، الفنيل ايفرين له فعل انتقائي على ألفا1.
الكلونيدين وألفا-ميتيل-نورأدرينالين يؤثران على ألفا2، في حين يؤثر الأدرينالين والنورأدرينالين بشكل متساو على كلا من ألفا1 وألفا2.
مستقبلات بيتا أيضا يمكن تفريقها إلى بيتا1 وبيتا2 : يملك النور ادرينالين تأثيرا اصطفائيا على بيتا1في حين يملك الألبيتيرول (سالبيوتامول) فعلا انتقائيا على بيتا2، أما الأدرينالين والأيزوبروتيرينول فله تأثير متساو على بيتا1 وبيتا2.
يتوضع ألفا1 في (عضلات الأوعية الدموية الملساء، العضلات الشعاعية الموسعة للعين، العضلات الملساء للشعر) : بالتالي تنبه ألفا1 يؤدي إلى انقباض الأوعية الدموية وتوسع الحدقة (نتيجة انقباض العضلات الشعاعية) ووقوف الشعر.
بالمقابل تتوضع ألفا2 في الصفيحات الدموية ونهايات الأعصاب الأدرينالية والكولينرجية، والخلايا الدهنية وبعض عضلات الأوعية الدموية، بالتالي تنبيهه سيؤدي إلى تجمع صفيحات الدم (يساعد على التخثر)، تثبيط تحرر النواقل العصبية من الأعصاب، تثبيط تحلل الدهون، وانقباض بعض الأوعية الدموية.
تتواجد مستقبلات ألفا اللانوعية في الأمعاء (العضلات الملساء) والأوعية الدموية المحيطية وعضلات المثانة الملساء ومحفظة الطحال. بالتالي تنبيهها يؤدي إلى انقباض المثانة وازدياد المقاومة الوعائية المحيطية وتقلص محفظة الطحال، وأيضا ارتخاء الأمعاء.

## الأمثلة
- أمفيتامين
- بنزيل بيبرازين
- كاثين
- كاثينون
- كوكايين
- إفيدرين
- lisdexamfetamine (Vyvanse)
- مابروتيلين
- ميثيلينيدايوكسيميثامفيتامين
- ميثامفيتامين
- methcathinone
- methylenedioxypyrovalerone (MDPV)
- ميثيل فينيدات
- 4-methylaminorex
- أوكسي ميتازولين
- pemoline (Cylert)
- فينميترازين
- propylhexedrine (Benzedrex)
- سودوإفيدرين